# Zoé-Laure de Chatillon
Zoé-Laure de Chatillon, născută Delaune (n. 24 februarie 1826, Chambray, Haute-Normandie, Franța – d. august 1908, Clarens⁠(d), Montreux, cantonul Vaud, Elveția) a fost o pictoriță franceză.

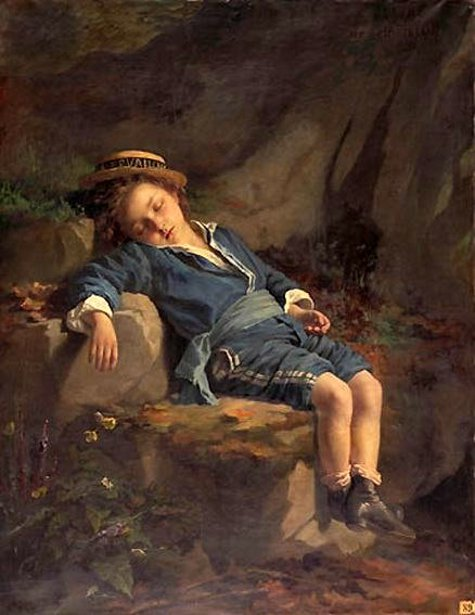
Copil adormit

Chatillon s-a născut în Chambray, dar s-a mutat la Paris, unde a expus lucrări la Salonul de la Paris în anii 1851–1887. și la Giroux în Paris în 1856. A fost elevă a lui Léon Cogniet și s-a căsătorit cu Jules François Henri de Châtillon, subprefectul de Châteaudun, la 8 aprilie 1850.
Este posibil să fi fost înrudită cu Auguste de Châtillon, un pictor francez care a călătorit la New Orleans, deoarece mai multe dintre picturile ei au fost identificate ca reprezentând oameni din New Orleans.
În calitate de membru al delegației franceze de artiste de sex feminin, a expus picturi la Woman's Building la World's Columbian Exposition în 1893, la Chicago.
Pictura ei Copil dormind, prezentată la Salonul din 1878, a fost inclusă în cartea din 1905 Pictorițe ale lumii. Chatillon a murit în Clarens, Vaud.
Ea a primit o serie de comenzi imperiale, printre care se numără Jeanne D'arc vouant ses armes à la vierge (1869), aflată în prezent în custodia Muzeului Antoine Vivenel din Compiègne și păstrată în Biserica Saint-Jacques de Compiègne.
A fost una dintre primele membre ale Uniunii pictorițelor și sculptorițelor fondată în 1881 de Hélène Bertaux⁠(d) și și-a prezentat frecvent lucrările în cadrul expoziției acestora.
Este mama lui Louise de Châtillon, născută în 1851, care pare să aibă legătură cu artistul Auguste de Châtillon, deoarece ea susținea că este nepoata acestuia.